# Mexikanische Badmintonmeisterschaft 1984
Die Mexikanische Badmintonmeisterschaft 1984 fand in Mexiko-Stadt statt. Es war die 38. Auflage der nationalen Titelkämpfe von Mexiko im Badminton.	

## Sieger und Finalisten
| Disziplin    | Gold                                     | Silber                     |
| ------------ | ---------------------------------------- | -------------------------- |
| Herreneinzel | Fernando de la Torre                     | Hector Casillas            |
| Dameneinzel  | Jan Pin He                               | María de la Paz Luna Félix |
| Herrendoppel | Fernando de la Torre Ernesto de la Torre | keine Daten                |
| Damendoppel  | María de la Paz Luna Félix Jan Pin He    | keine Daten                |
| Mixed        | keine Daten                              | keine Daten                |